# 民活区画整理緊急促進事業
民活区画整理緊急促進事業（みんかつくかくせいりきんきゅうそくしんじぎょう）NTT-A型の事業で、民間活力を活用した市街地整備型の土地区画整理事業のことで、国土交通省（旧建設省所管）の市街地のまちづくり活性事業として施策に位置づけている。
NTT株式の売却収入の活用による開発利益吸収型の事業として創設された。土地区画整理事業による社会資本整備促進を目的に、土地区画整理組合、都市再生機構、地方住宅供給公社等が都市計画事業として施行する土地区画整理事業で道路、街路、公園、下水道等の都市計画施設整備に要する費用の一部が、保留地処分金を充てて整備することが出来ると認められる場合に、用地費相当額を含むその整備に要する費用の国費相当分についてはNTT株式売却収入による資金を、民間都市開発推進機構を通じ、無利子で貸し付けるものである。 